# Felipe de Jesús Cantú Rodríguez
Felipe de Jesús Cantú Rodríguez (Monterrey, Nuevo León; 9 de mayo de 1966) es un licenciado y político mexicano, miembro del Movimiento Regeneración Nacional. Fue diputado plurinominal al Congreso de la Unión desde el 1 de septiembre de 1997, hasta el 31 de agosto de 2000. A sus 34 años por el Partido Acción Nacional fue electo presidente municipal de Monterrey, Nuevo León, cargo que ejerció para el período 2000-2003. Previamente regresó a la Cámara de Diputados por la vía plurinominal de 2009-2012. En 2018 fue candidato por el Partido Acción Nacional a la presidencia municipal de Monterrey. En mayo de 2021 fue designado como candidato sustituto de Morena para la alcaldía de Monterrey, tras la renuncia de Víctor Fuentes a dicha candidatura.

## Biografía
Hijo de Domitila Rodríguez y Ernesto Cantú. De ella, dice, aprendió la importancia de la sencillez y de saber escuchar; de él, el valor del trabajo y del servicio público. Desde muy joven se interesó por incursionar en la política de Nuevo León: en 1983 a los 18 años de edad se afilió al PAN
Se graduó como licenciado en Ciencias Jurídicas por la Universidad Regiomontana en 1994. Tres años después cursó el Diplomado en estudios sobre Estados Unidos en la Universidad de California.

## Trayectoria política

### Trayectoria en el PAN (1983-2021)
Fue miembro activo del Partido Acción Nacional desde 1983, con cargos como Consejero estatal (1991-2014) y Presidente del Comité Directivo Municipal (1993 a 1994). Asimismo, fue Vicepresidente de la Asociación de Municipios de México A.C. (2000-2003), Miembro del Comité Ejecutivo Nacional del PAN (2005-2008) y Consejero Nacional (1997-2014). Además de haber sido alcalde de Monterrey desde 2000-2003. Fue diputado local en el Congreso de Nuevo León durante la LXVII Legislatura, y diputado federal plurinominal en la Cámara de Diputados del Congreso de la Unión en las LVII y LXI Legislaturas. En la LXI Legislatura fue nombrado presidente de la Comisión de Energía, lo que le permitió participar como panelista y conferencista en eventos internacionales como el XX Congreso Mundial del Petróleo (Catar, 2011) o la reunión de la Global Legislator Organisation (Inglaterra, 2012).
En la administración pública federal, se desempeñó como director general del Instituto Nacional para el Federalismo y el Desarrollo Municipal, de la Secretaría de Gobernación, y director de Operaciones de DICONSA SA de CV.
En febrero de 2021 anunció formalmente su renuncia del Partido Acción Nacional tras 37 años de militancia.

## Controversias

### Acusaciones de corrupción para la aprobación de la Reforma Energética de 2013 en México
En 2020 en las declaraciones de Froylán Gracia Galicia, hombre de confianza de Emilio Lozoya, exdirector de Pemex,  Felipe de Jesús Cantú aparece señalado junto a Francisco García Cabeza de Vaca y Roberto Gil Zuarth, como uno de los miembros del Partido Acción Nacional que presionó para obtener contratos energéticos a cambio de no boicotear la aprobación de la mencionada reforma.

## Publicaciones, reconocimientos y otros cargos
Coautor del libro Modelo de Desarrollo Parlamentario 2009, ha participado como editorialista en el periódico El Norte (Grupo Reforma), y columnista de El Diario de Monterrey, El Financiero y la Estrella (de Dallas, Texas).
Fue Presidente del “North American International Trade Corridor Partnership” (NAITCP) que agrupa a promotores del Libre Comercio en Norteamérica de los sectores público y privado; así como Presidente del Centro Iberoamericano para el Desarrollo Estratégico Urbano (CIDEU).